# Глід
Глід (Crataegus) — рід кущів або рідше невисоких дерев родини трояндових (Rosaceae). Відомо понад 200 видів, що поширені у північній півкулі — Європа, Азія, Північна Африка, Північна Америка. 
Це кущі, напівкущі чи невеликі дерева, листопадні (рідко вічнозелені), з колючками (рідко без колючок). Листки прості, з прилистками; край пилчастий і лопатевий або розділений на частини, рідко цілий. Суцвіття щиткоподібне, іноді квіти поодинокі. Квітка: чашолистиків 5; пелюсток 5, білих, рідше рожевих; тичинок 5–25. Плід — яблуко, зі стійкими чашолистиками на верхівці.

## Етимологія
У більшості слов'янських мов ця рослина має назви, схожі з українською: біл. і болг. глог, пол. głóg, чеськ. hloh, словен. і хорв. glog, серб. глог/glog. Українська форма «глід» з прикінцевим «д» — вторинна, утворена від ранішого *глогъ/гліг внаслідок дисиміляції (розподібніння звуків). Щодо походження слова «глід» (*глогъ/гліг) існує кілька версій. За першою, воно походить від праслов'янського *glogъ, яке споріднене з грец. γλασσα, γλοττα, γλωσσα («язик»), γλωχες («вусики колосся»), γλωχίς («гострий кінець») і разом з ними виводиться з праіндоєвропейського *glogh-/glәgh- («колючка», «гострий предмет»). Друга версія виводить *глогъ/глігъ від праслов'янського *iglogъ, спорідненого з *igъla («голка»). Згідно з третьою версією, *глогъ/глігъ походить від *dlogъ, спорідненого з *dolka («вістря», «щетина», «волос»). За четвертою версією, праслов'янське *glogъ запозичене з доіндоєвропейського субстрату, разом з грец. κράταιγος («глід»).

## Морфологія

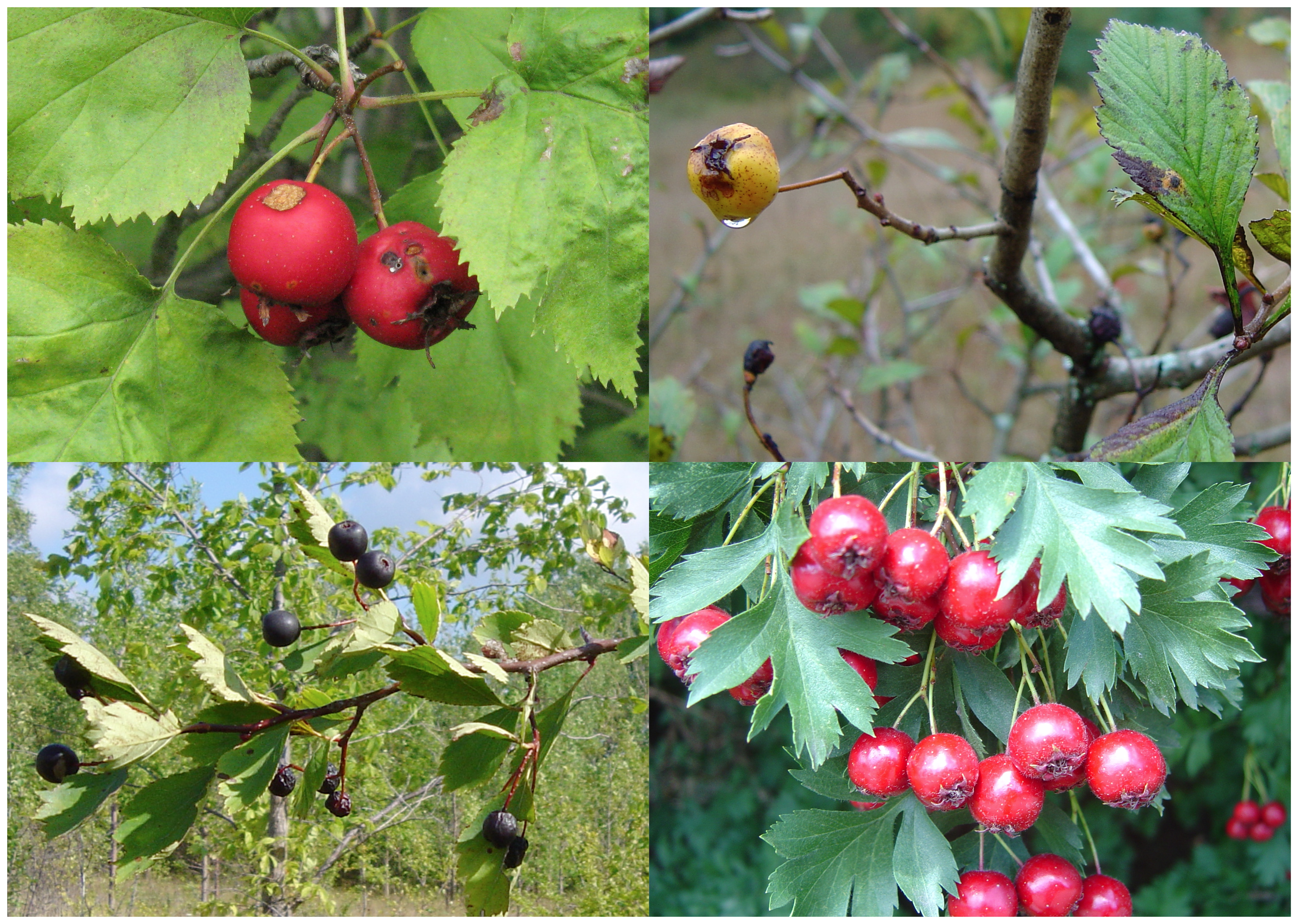
Плоди різних видів глоду: Crataegus coccinea, C. punctata var. aurea, C, ambigua, C. douglasii (за годинниковою стрілкою)

Це кущі чи невеликі дерева, листопадні, зрідка вічнозелені, 3–120 дм заввишки. Пагони, як правило, забезпечені більш-менш добре розвиненими колючками (видозмінені укорочені пагони), 10–60(100) мм завдовжки. Листки від цільних до перисто-лопатчастих і перисторозсічених, (1.2)2–8(12) см завдовжки. Квітки 8–25 мм у діаметрі, білі, рідше кремові чи рожеві (до червоних), зазвичай зібрані в напівпарасольки або щиткоподібне суцвіття. Зав'язь нижня. Плід (т. зв. кісточкове яблуко або кістянкоподібний) часто кулястий, яйцеподібний або грушеподібний, більшою частиною червоний, жовтий, оранжево-бурий або чорний, 6–20(25) мм у діаметрі. Плодових кісточок від 1 до 5. x = 17.

## Поширення
Близько 200 (за іншими даними, більше 1000) поліморфних видів, дико ростуть в помірних областях Північної Америки, Євразії й у Північній Африці. Інтродуковані види ростуть також у Південній Америці, Південній Африці, Австралії й Новій Зеландії.

## Застосування

### У харчуванні
Плоди деяких видів глоду їстівні. На Кавказі й у степовій частині Криму з плодів глоду варять кисіль, консервують з цукром. На Кавказі плоди сушать і перетирають на солодке борошно, з якого печуть млинці, роблять начинку для пирогів, додають у пшеничне борошно, готуючи домашнє печиво.
Сушені квіти й плоди використовують для приготування чаю.

### У промисловості
Щільна деревина придатна для дрібних виробів. Багато видів декоративні: частина з них добре витримують стрижку і забезпечені розвиненими колючками, у зв'язку з чим використовуються в живоплотах.

### У медицині
Рідкий екстракт з плодів або настій з квіток глоду колючого і глоду криваво-червоного містить органічні кислоти, вітаміни; застосовують при розладах серцевої діяльності, судинних неврозах, гіпертонічній хворобі та ін.

### В озелененні
Вирощується у полезахисних смугах в лісостеповій та степовій зонах України.

## Види в Україні
Рідними для України є види:
1. глід сумнівний (Crataegus ambigua C.A.Mey. ex A.K.Becker)
2. Crataegus germanica (L.) Kuntze
3. глід карадазький (Crataegus karadaghensis) Pojark.
4. глід двостовпчиковий (Crataegus laevigata (Poir.) DC.)
5. Crataegus meyeri Pojark.
6. глід дрібнолистий (Crataegus microphylla K.Koch)
7. глід одноматочковий (Crataegus monogyna Jacq.)
8. глід східний (Crataegus orientalis Pall. ex M.Bieb.)
9. глід Палляса (Crataegus pallasii Griseb.)
10. глід п'ятиматочковий (Crataegus pentagyna Willd.)
11. глід кривочашечковий (Crataegus rhipidophylla Gand.) типовий
12. глід клинолистий (Crataegus sphaenophylla Pojark.)

Крім того вирощуються в садах і парках:
1. глід криваво-червоний (Crataegus sanguinea) Pall.
2. глід пірчастий (Crataegus pinnatifida) Bunge
3. глід яскраво-червоний (Crataegus coccinea) L.
4. глід півняча ніжка (Crataegus crus-galli) L.

## Галерея

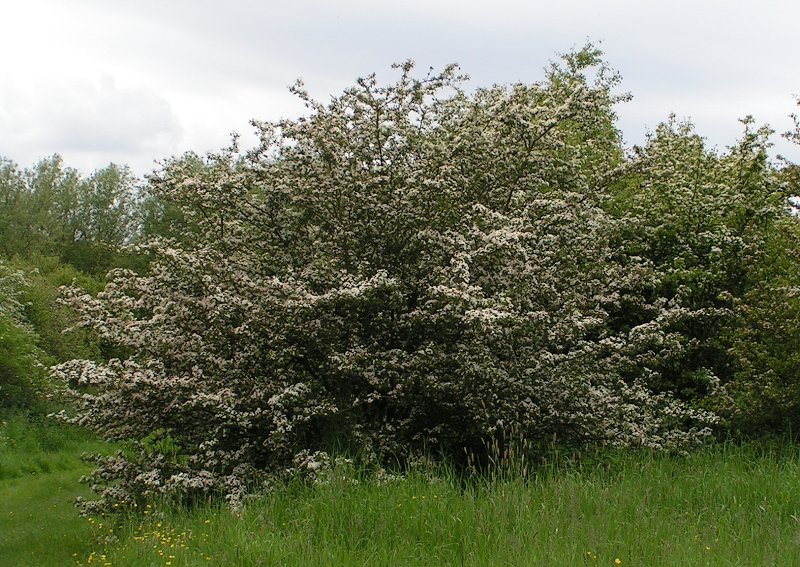
Доросле дерево
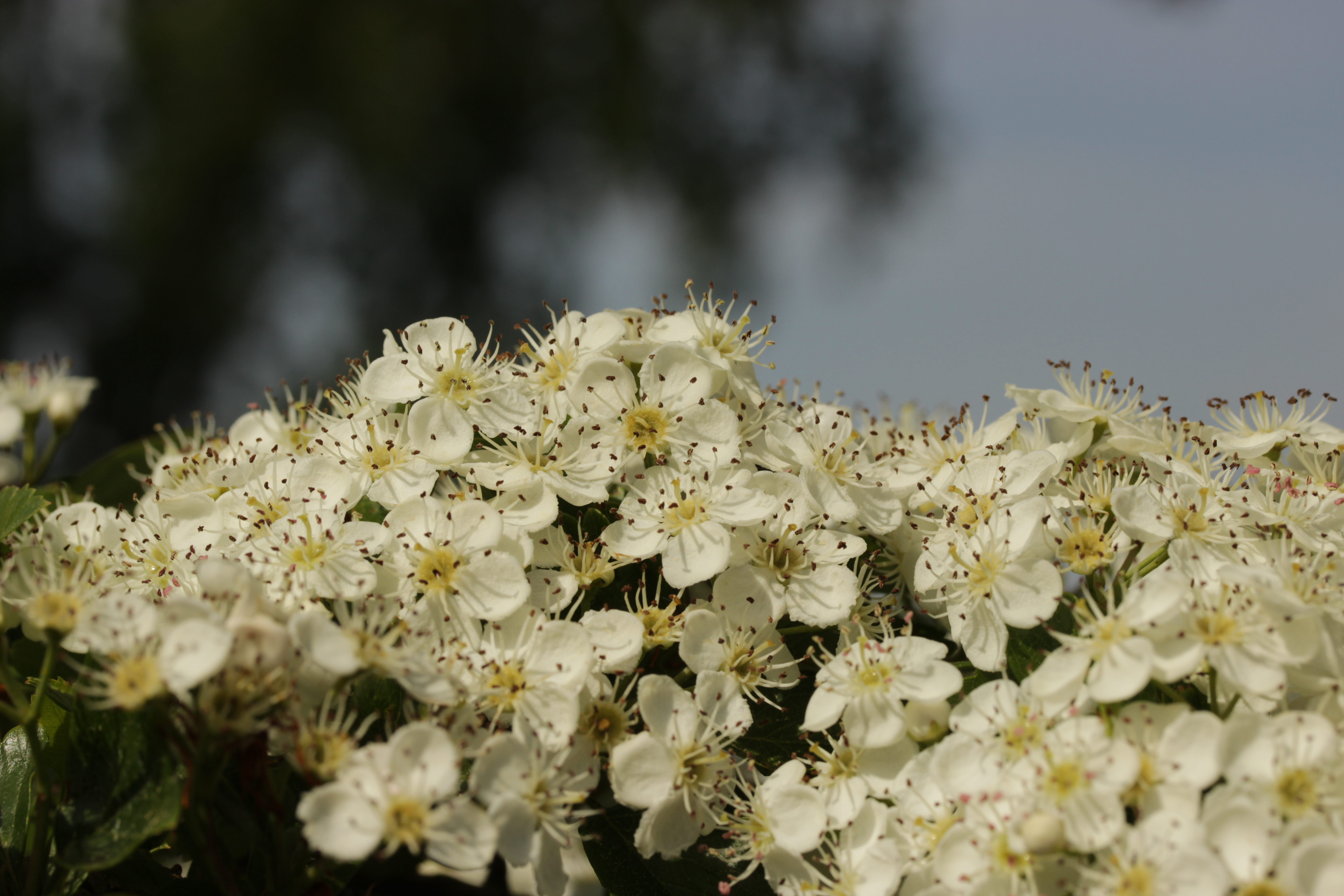
Квіти
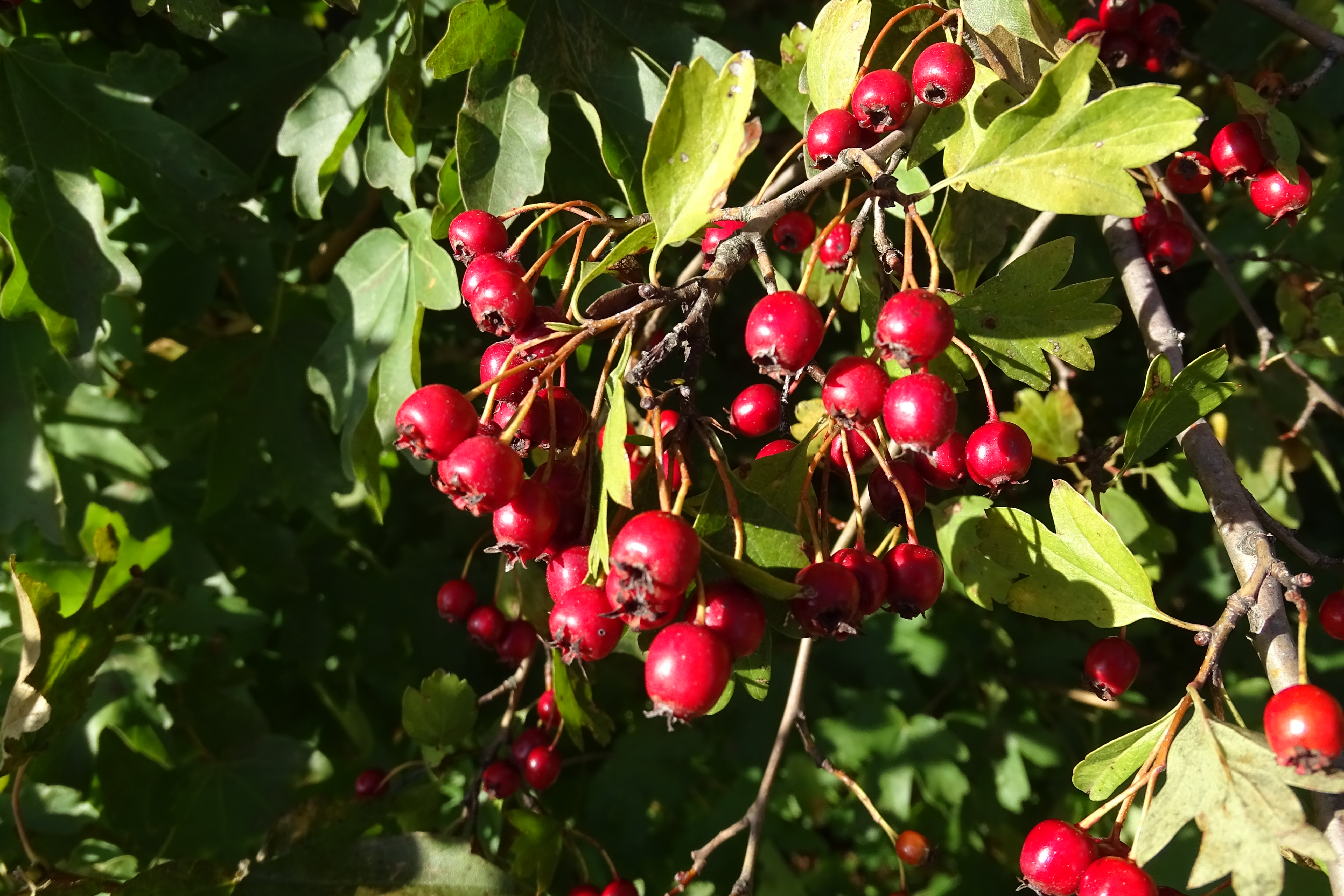
Плоди
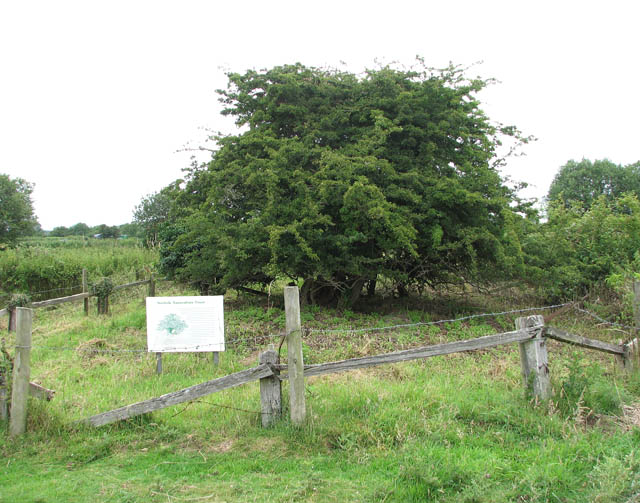
Пам'ятка природи — гетелський глід (Англія)
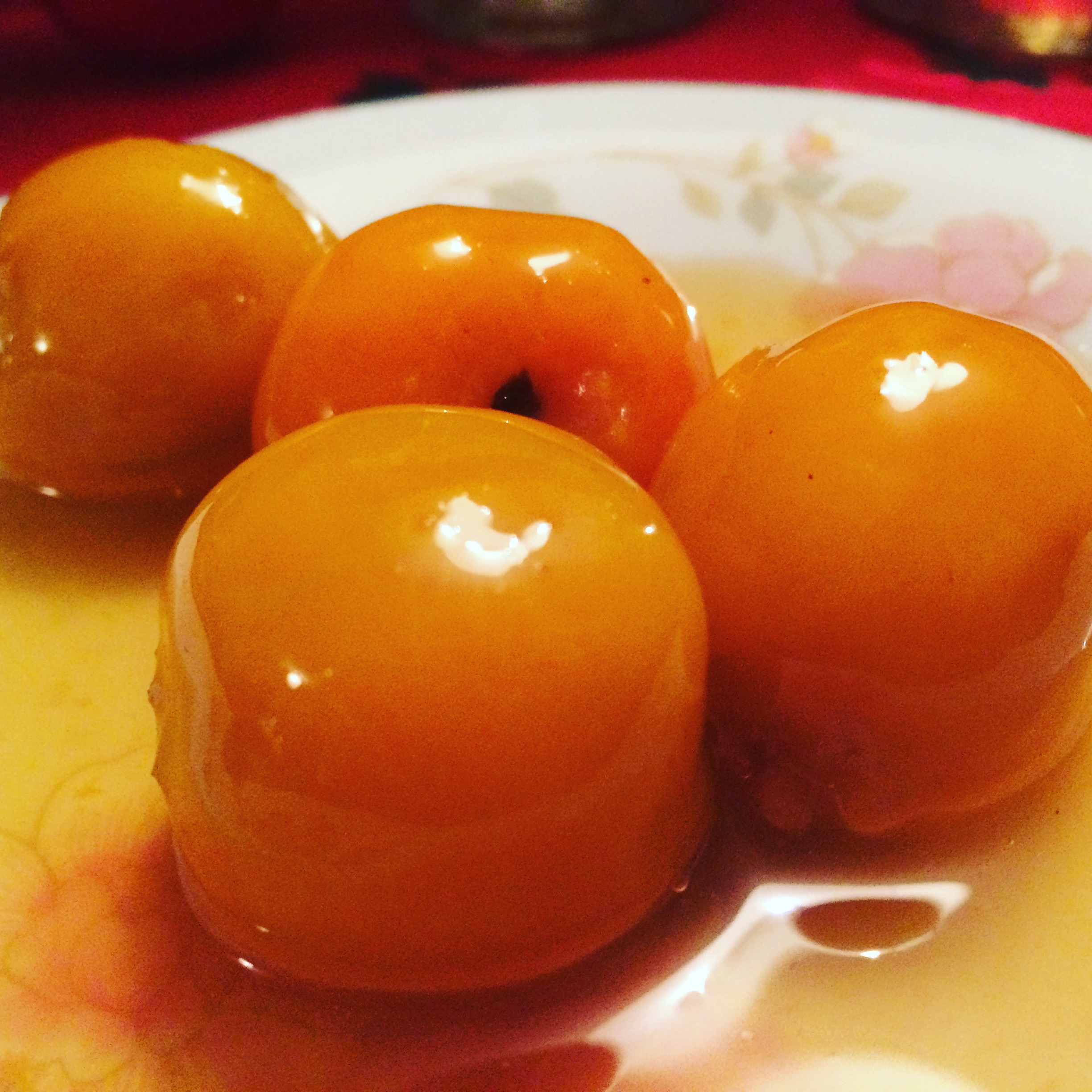
Плоди мексиканського глоду (C. mexicana) в маринаді — традиційні солодощі